# Uranotaenia argentipleura
Uranotaenia argentipleura is een muggensoort uit de familie van de steekmuggen (Culicidae). De wetenschappelijke naam van de soort is voor het eerst geldig gepubliceerd in 2004 door da Cunha Ramos & Brunhes.